# Alexandre de Beauharnais
Alexandre François Marie, Tử tước của Beauharnais (28 tháng 5 năm 1760 - 23 tháng 7 năm 1794) là một nhân vật chính trị Pháp và tướng lĩnh trong Cách mạng Pháp. Ông là chồng đầu tiên của Joséphine de Beauharnais, người sau này kết hôn với Napoléon Bonaparte và trở thành hoàng hậu đầu tiên của Đệ Nhất Đế chế Pháp khi Napoleon xưng đế vào vào năm 1804. Tử tước Beauharnais bị hành quyết bằng máy chém trong Triều đại Khủng bố.
Eugène de Beauharnais là con trai duy nhất của Tử tước Beauharnais và Joséphine, người này được Hoàng đế Napoleon nhận làm con trai nuôi, trao cho quyền cai trị Vương quốc Ý tuy trên danh nghĩa là Phó vương nhưng thực tế là cai trị trực tiếp. Vì là con trai nuôi của hoàng đế của Đệ Nhất Đế chế Pháp nên Eugene được đính hôn với Auguste của Bayern, con gái của Vua Maximilian I Joseph. Những hậu duệ thứ 2 của Tử tước Beauharnais được gả vào các hoàng tộc cao quý, trong đó cháu gái của ông là Amélie de Beauharnais trở thành hoàng hậu của Đế quốc Brasil khi được gả cho Hoàng đế Pedro I; Joséphine xứ Leuchtenberg trở thành vương hậu của Thuỵ Điển khi trở thành vợ của Vua Oscar I; Auguste, Công tước xứ Leuchtenberg trở thành chồng của Nữ hoàng Maria II của Bồ Đào Nha, tất cả họ đều là cháu nội của ông.
Ông cũng có một con gái với Joséphine, đó là Hortense de Beauharnais, trở thành vương hậu của Vương quốc Holland khi được gả cho em trai Hoàng đế Napoleon là Louis Napoléon Bonaparte, hậu duệ đáng chú ý nhất của cặp đôi này chính là Charles Louis-Napoléon Bonaparte, người sau này tạo dựng ra Đệ Nhị Đế chế Pháp với đế hiệu Napoleon III, người gọi Tử tước Beauharnais là ông ngoại.

## Gia đình
Beauharnais sinh ra ở Fort-Royal (Fort-de-France ngày nay), Martinique, hiện là 1 trong 5 vùng Tỉnh hải ngoại của Pháp. Ông là con trai của Thống đốc François de Beauharnais, Hầu tước de la La Ferté-Beauharnais, và Marie Anne Henriette Françoise Pyvart de Chastullé. Vào ngày 13 tháng 12 năm 1779 tại Paris, ông kết hôn với Joséphine de Beauharnais, Hoàng hậu tương lai của Đệ Nhất Đế chế Pháp. Họ có hai người con, Eugène de Beauharnais (1781 - 1824) và Hortense de Beauharnais (1783 - 1837).

## Sự nghiệp
Ông đến Pháp và nhập học tại Collège du Plessis ở Paris, sau đó học 2 năm tại Đại học Heidelberg ở Đức trước khi gia nhập quân đội. Năm 1776, ông mang quân hàm thiếu úy trong trung đoàn Sarre-Infanterie vào năm 1776, đặc biệt là đồn trú ở vùng Le Conquet và tại Pháo đài Bertheaume cho đến năm 1779.
Nhưng anh ta đã biết rằng sự nghiệp của anh ta sẽ không như anh ta mong đợi: gia đình anh ta, có danh hiệu quý tộc không đủ thâm niên, không thể "trình diện" tại Tòa án cũng như không được lên xe ngựa của hoàng gia. Mặc dù có nhiều lần vắng mặt trong trung đoàn của mình, nhưng ông vẫn được bổ nhiệm làm Đội trưởng vào năm 1779.
Tử tước Beauharnais luôn được Công tước Rochefoucauld bảo vệ và nâng đỡ, người sẽ đảm bảo cho ông một khởi đầu tương đối dễ dàng trong sự nghiệp quân sự của mình, bất chấp việc ông ấy vắng mặt nhiều lần ở đơn vị. Tháng 9 năm 1782, thấy mình thăng tiến chưa đủ nhanh, ông tình nguyện đi Martinique để đánh quân Anh. Nhưng khi ông ấy đến, chiến tranh đã kết thúc, với Hòa ước Paris tháng 1 năm 1783. Vào ngày 3 tháng 6 năm 1784, ông ấy gia nhập trung đoàn kỵ binh Hoàng gia-Champagne và sẽ trở thành thiếu tá vào năm 1788.
Beauharnais đã chiến đấu trong quân đội của Vua Louis XVI trong Chiến tranh Cách mạng Mỹ. Sau đó ông là phó quý tộc trong Estates General, và là chủ tịch của Quốc hội Lập hiến từ ngày 19 tháng 6 đến ngày 3 tháng 7 năm 1791 và từ ngày 31 tháng 7 đến ngày 14 tháng 8 năm 1791. Được bổ nhiệm làm tướng cấp sư đoàn vào năm 1792 (trong Chiến tranh Cách mạng Pháp), nhưng ông từ chối, vào tháng 6 năm 1793, để trở thành Bộ trưởng Bộ Chiến tranh. Ông được phong là Tổng chỉ huy Quân đội Rhine vào năm 1793.

## Hôn nhân
Ông kết hôn vào ngày 13 tháng 12 năm 1779 tại Nhà thờ Saint-Sulpice của Noisy-le-Grand, Marie-Josèphe de Tascher de la Pagerie, người sẽ được biết đến nhiều hơn dưới cái tên Joséphine de Beauharnais, Hoàng hậu tương lai của Đệ Nhất Đế chế Pháp trên cương vị là vợ của Hoàng đế Napoleon. Beauharnais có 2 người con với Joséphine, đó là Eugène năm 1781 và Hortense năm 1783.
Tử tước Beauharnais còn có một cô con gái ngoài giá thú, Marie-Adélaïde tên là Adèle (Cherbourg, 1786 - Paris, 1869), do Sophie de La Ferté sinh ra và kết hôn năm 1804 với François-Michel-Auguste Lecomte, đại úy bộ binh và phụ tá trại của tướng Meunier.

## Cái chết
Ngày 2 tháng 3 năm 1794, Ủy ban An ninh chung (tiếng Pháp: Comité de sûreté générale) ra lệnh bắt ông. Bị buộc tội phòng thủ kém Mainz trong cuộc bao vây năm 1793, ông bị tống giam vào nhà tù Carmes và bị kết án tử hình trong Triều đại Khủng bố. Vợ ông, Josephine, bị bỏ tù trong cùng một nhà tù vào ngày 21 tháng 4 năm 1794, nhưng bà được trả tự do sau ba tháng, nhờ phiên tòa xét xử Maximilien Robespierre. Beauharnais bị xử chém cùng với người anh họ Augustin tại Place de la Révolution (Quảng trường Concorde ngày nay) ở Paris, chỉ năm ngày trước khi Robespierre bị hạ bệ và hành quyết.

## Thông tin thêm
Các giấy tờ cá nhân của Alexandre de Beauharnais và gia đình Beauharnais được lưu giữ tại Viện Lưu trữ Quốc gia theo số tham chiếu 251AP.